# Теребинский, Николай Наумович
Николай Наумович Теребинский (1880—1959) — выдающийся русский и советский хирург, профессор.

## Биография
Родился в Оренбурге в 1880 году в семье известного врача Наума Варламовича Теребинского. После окончания гимназии поступил на медицинский факультет Московского университета.
По окончании университета в 1904 году - работал в госпитальной хирургической клинике под руководством П. И. Дьяконова. В 1907 защитил докторскую диссертацию по теме оперативное лечение рака гортани. С 1909 (совместно с Н. И. Напалковым) редактировал журнал «Хирургия». В 1911 приват-доцент Московского университета.
С 1912 заведует детским хирургическим отделением больницы Святого Владимира. Во время первой мировой войны (1914—1918) работает в хирургическом лазарете. В докладе на XIV съезде российских хирургов (1916) сформулировал задачи хирургов на передовых пунктах и этапах эвакуации. В 1919 организовал хирургическое отделение Московской узловой железнодорожной больницы (по сути - хирургическую клинику), которым успешно руководил в течение более 20 лет. С 1920 профессор хирургической клиники Высшей медицинской школы в Москве, действовавшей на базе Московского военного госпиталя. В 1924 возглавил госпитальную хирургическую клинику 2-го МГУ. Несколько лет был главным хирургом Лечсанупра Кремля.
Работая в лаборатории С. С. Брюхоненко, он выполнил обширные исследования, подтвердившие возможность перфузии целостного организма (собаки) используя аппарат искусственного кровообращения, проведения с его помощью внутрисердечных операций под контролем зрения с выключенным из кровообращения сердцем (с 1930).
В монографии 1940 года он писал: «Много процедур можно выполнить на работающем сердце и в условиях искусственного кровообращения. Например, разрез желудочка, визуализацию створок клапанов, разрез и сшивание створок, закрытие разреза сердца.... Сердце, которое было прооперировано таким образом и затем снова включено в системную циркуляцию, восстанавливало насосную функцию до такого уровня, что было возможно отключить искусственное кровообращение и закрыть перикард и грудную клетку». Опираясь на эксперименты, Теребинский описал несколько разновидностей грудных и внутри-сердечных доступов, разработал полностью новый инструментарий для этих операций, описал трудности и риски при пересечении перикардиальных спаек при выполнении повторных операций. Всё это было взято потом на вооружение кардиохирургами.
В годы Великой Отечественной войны был консультантом эвакогоспиталей, затем главным хирургом Четвертого Главного управления министерства здравоохранения СССР. Работая консультантом эвакогоспиталей, не только консультировал, но и выполнял наиболее сложные операции, передавал свой опыт молодым хирургам.

Оперировал и спас летчика А.П. Маресьева. По воспоминаниям сына лётчика, Виктора Маресьева, в интервью, данном им корреспонденту газеты «Аргументы и факты»:
В госпитале он, с заражением крови, с гангреной, лежал на каталке уже по пути в морг. Так случилось, что мимо умирающего Маресьева шёл профессор Теребинский. Он спросил: «А этот что тут лежит?» С отца сняли простыню и говорят: «А это лейтенант молодой с гангреной». Теребинский приказал: «Ну-ка на операционный стол его живо!»
После окончания войны продолжал как хирург-консультант работать в московских больницах и клиниках, планировал продолжить свои пионерские исследования по проблемам оперирования пороков сердца, но помешала болезнь, туберкулез позвоночника. Продолжал делать что мог: консультировал, помогал советами, старался анализировать собственный опыт, беседовал с молодыми хирургами.
Умер в 1959. Похоронен на 1 участке Введенского кладбища в Москве.

## Свидетельства современников
Молодой хирург (впоследствии академик РАМН) С.Я.Долецкий, работавший в годы войны в Таганской больнице:
«Николай Наумович в то время был ведущим хирургом железнодорожной больницы и Лечебно-санитарного управления Кремля. Он приехал к нам. Высокий, очень худой человек.... Внимательно осмотрел больного. Кратко и сухо сделал ряд замечаний. Дал советы и собрался уезжать. ...У Николая Наумовича было чрезвычайно развито чувство долга. ...Так или иначе, Н.Н.Теребинский стал регулярно - один раз в неделю - наведываться в больницу. Он осматривал всех тяжелых больных. Делал с нами перевязки. Производил одну или две операции и уезжал к себе.
...Он никогда нас впрямую ничему не учил. Не помогал на операциях. Но требовал точного ассистирования. Даже узлы швов завязывал сам: «Вы будете копаться и завяжете плохо». Опыт, приобретенный на фронте во время Первой мировой войны, приучил его работать вдвоем с сестрой. Создавалось порой впечатление, что самую сложную операцию он может выполнить без чьей-либо помощи...Теребинский не выносил никакой небрежности. Не спускал ни одной мелочи. Даже если он не произносил никаких слов, а только смотрел в глаза и говорил: «Ну и ну!», можно было провалиться сквозь землю. Он был и остался на всю жизнь нашей совестью. И позднее – на фронте, и после окончания войны – в детской клинике я всегда в трудных случаях думал: «А как сейчас поступил бы Николай Наумович?» С больными он был сух, тверд, но бесконечно тактичен и человечен.»
«После войны мы переехали на Спартаковскую улицу, а Николай Наумович работал и долгие годы лежал с обострением туберкулеза позвоночника в своем кабинете в железнодорожной больнице в Басманном переулке. К нему со всеми своими радостями и огорчениями я постоянно приходил вечерами. Все, что было мной написано, прошло через его руки. Никогда до него, да и после я не встречал столь требовательного редактора. Пометки на полях моих научных статей, комментарии при их обсуждении были предельно лаконичны: "Сор", "Повторение", "Где логика?", "О чем это?", "Из чего вытекает?", "Цифры?", "Посмотрите страницу 27 - там написано обратное" и так до бесконечности. Он не только учил меня строгому отношению к фактам, но и старался формировать определенный нравственно-этический критерий, необходимый врачу на всю жизнь.»

## Признание
Академик РАМН Долецкий:
«...Николай Наумович Теребинский некоторое время был детским хирургом... А главное - он был крупнейшим ученым-экспериментатором. В тридцатых годах вместе с С. С. Брюхоненко, автором аппарата искусственного кровообращения, и С. М. Чечулиным Николай Наумович впервые в мире проделал операции на открытом сердце животных»...
Профессор Мирский: «Поразительные по своей смелости и эффективности эксперименты российского хирурга Теребинского, предугадавшего фактически дальнейший прогресс операций на клапанах сердца, во многом способствовали становлению клинической кардиохирургии».
H. Н. Теребинский был председателем Московского хирургического об-ва, почетным членом Всесоюзного об-ва хирургов, избирался председателем XXVI съезда хирургов.
Заслуженный деятель науки РСФСР.

## Печатные работы
- Некоторые данные к вопросу о злокачественных новообразованиях гортани и оперативном лечении их, дисс., М., 1907;
- Обзор деятельности хирургического отделения Московской городской детской больницы св. Владимира, М., 1914;
- Об экспериментальном воспроизведении пороков клапанов сердца, Докл. АН СССР, сер. А, № 22, с. 601, 1930;
- Материалы по изучению открытого доступа к атриовентрикулярным клапанам сердца. Экспериментальное исследование, М.—Л., 1940; (монография)
- К истории российских и всесоюзных съездов хирургов, М., 1946.

## Несоответствие в книге Полевого
В книге Долецкого:
«В то время только что появилась «Повесть о настоящем человеке». В книге Бориса Полевого выведен хирург, прототипом которого был знакомый ему известный врач В. В. Успенский, человек своеобразный, колоритный и, очевидно, грубоватый. Вся эта самобытность и резкость отлично изображены писателем.
Ничего общего с Н. Н. Теребинским, который на самом деле оперировал летчика А. П. Маресьева, этот образ не имел. Но в нашей хирургической среде многие знали, кто спас А. П. Маресьева. «Вот уж эти писатели, – сокрушался Николай Наумович. – Так все разрисуют! Теперь обо мне станут думать бог знает что…»
Огорчение его не соответствовало поводу, но было столь искренним, что я позвонил Полевому и рассказал о возникшем недоразумении. Чуткий и отзывчивый Борис Николаевич сразу же откликнулся. Вскоре в одной из газет появился его очерк о друзьях – летчике и хирурге с большой фотографией Маресьева и Теребинского».